# Isidoro San José
Isidoro San José Pozo (Madrid, 27 ottobre 1955) è un ex calciatore spagnolo, di ruolo centrocampista.

## Palmarès

### Club

#### Competizioni nazionali
- Campionato spagnolo: 4

Real Madrid: 1977-1978, 1978-1979, 1979-1980, 1985-1986

#### Competizioni internazionali
- Coppa UEFA: 2

Real Madrid: 1984-1985, 1985-1986